# كريس دوفي (لاعب كرة قاعدة)
كريس دوفي (بالإنجليزية: Chris Duffy)‏ هو لاعب كرة قاعدة أمريكي، ولد في 20 أبريل 1980 في براتلبورو في الولايات المتحدة.

## وصلات خارجية
- كريس دوفي على موقع دوري كرة القاعدة الرئيسي (الإنجليزية)
- كريس دوفي على موقعبيزبول رفرنس.كوم (الدوري الرئيسي) (الإنجليزية)
- كريس دوفي على موقع إي إس بي إن.كوم (أم.أل.بي) (الإنجليزية)
- كريس دوفي على موقع مشجعي الرسوم البيانية (الإنجليزية)